# 才旦
才旦（1936年4月—2001年7月16日），男，藏族，青海化隆人，中华人民共和国政治人物，曾任中共青海省委组织部副部长、省纪委委员，青海省人大常委会副主任。